# Quartiere Sant'Ambrogio
Il quartiere Sant'Ambrogio (Quarter Sant Ambroeus in dialetto meneghino, AFI: [kwarˈteːr ˌsantamˈbrøːz]) è un complesso edilizio ad alta densità abitativa, situato nella periferia meridionale di Milano. Sorge adiacente all'autostrada A7, in un'area compresa fra viale Famagosta, il quartiere della Barona e il parco agricolo Sud Milano. Il quartiere è stato edificato sui terreni della cascina Monterobbio compresa nel Parco Sud, tuttora esistente anche se interamente circondata da aree urbanizzate.

## Descrizione
Il quartiere si costituisce dei due complessi Sant'Ambrogio 1, realizzato fra il 1964 e il 1965 e di proprietà del comune di Milano, e Sant'Ambrogio 2, realizzato fra il 1971 e 1972 e di proprietà dell'ALER; entrambi sono stati comunque progettati dallo stesso architetto, Arrigo Arrighetti. Il quartiere si caratterizza oggi per un progressivo invecchiamento della popolazione, accompagnato da un declino delle funzioni commerciali. Dal 1994 il quartiere è servito direttamente dalla fermata Famagosta della M2.
Nel 2010 è stato approvato un protocollo d'intesa fra il comune e l'ALER volto alla riqualificazione sociale e architettonica del quartiere: oltre alla ristrutturazione fisica dei caseggiati vi è infatti l'espressa volontà di migliorare la qualità della vita, l'integrazione sociale e i servizi per popolazione che vi abita. Il progetto di riqualificazione contempla un aumento degli alloggi di edilizia sociale, volto a facilitare l'accesso di popolazione giovane; parallelamente sono in programma anche interventi destinati a favorire il risparmio energetico e la riduzione di emissioni inquinanti. Gli alloggi che verranno venduti copriranno infatti i costi necessari per l'ammodernamento dei servizi e delle infrastrutture; le ulteriori risorse necessarie verranno invece reperite tramite il coinvolgimento di soggetti pubblici e privati.
Il quartiere, che sorge ad ovest dell'autostrada A7, si contrappone idealmente al deposito ATM Famagosta - opera di Ludovico Magistretti - che sorge sul lato opposto: insieme costituiscono un punto di riferimento estremamente riconoscibile per tutti coloro che entrano in città da sud con l'autostrada.

## Galleria d'immagini
- Mappa del quartiere
1: Chiesa
2: Centro civico
3: Negozi
4: Scuola materna
5: Scuola elementare
6: Scuola superiore
7: Centrale termica

Mappa del quartiere 1: Chiesa 2: Centro civico 3: Negozi 4: Scuola materna 5: Scuola elementare 6: Scuola superiore 7: Centrale termica
Il quartiere Sant'Ambrogio fra il 1968 e il 1971
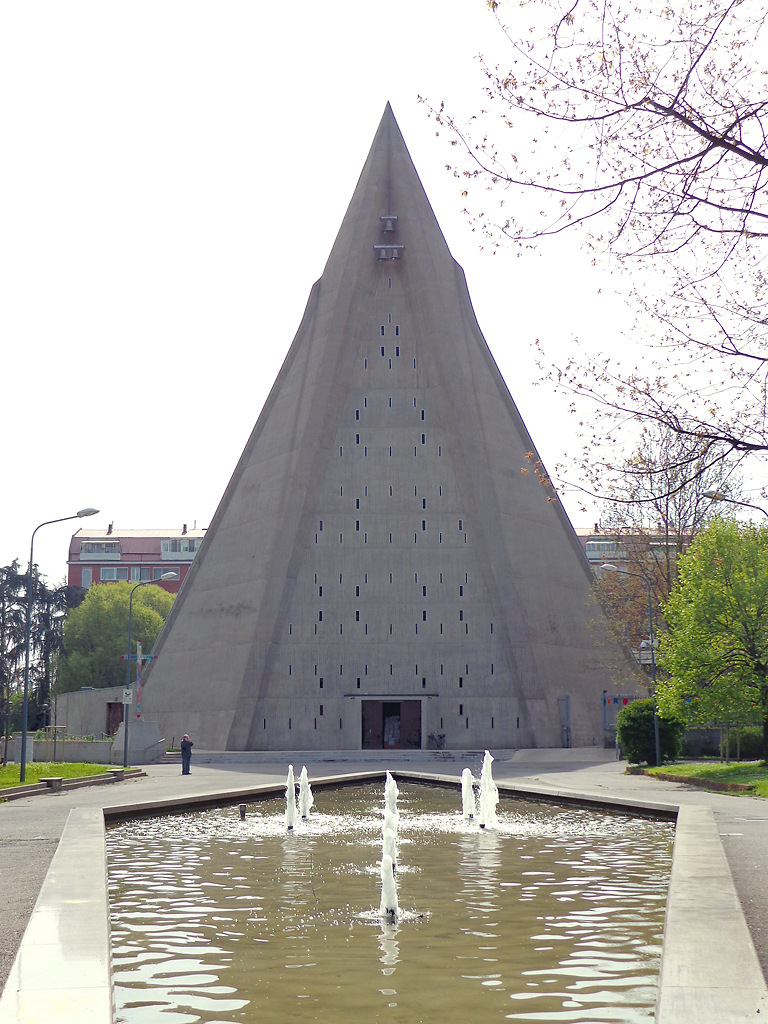
La chiesa parrocchiale